# 興山高原鰍
興山高原鰍（學名：Triplophysa xingshanensis）為輻鰭魚綱鯉形目條鰍科高原鰍屬的其中一種。分布於亞洲中國淡水流域，生活習性不明。

## 扩展阅读
維基物種上的相關：興山高原鰍